# Dzintars Rasnačs
Dzintars Rasnačs, né le 17 juillet 1963 à Jurmala, est un homme d'État letton membre de l'Alliance nationale (NA). Il est ministre de la Justice entre 1995 et 1998, puis de 2014 à 2019.

## Biographie

### Formation et vie professionnelle
En 1982, il sort diplômé de l'école technique de Riga et travaille comme ingénieur chez Valsts Elektrotehniskā Fabrika (VEF). Ayant servi deux ans dans l'Armée rouge, il étudie ensuite le droit à l'université de Lettonie.

### Parcours politique
En juin 1993, il se présente aux élections législatives sous les couleurs du parti nationaliste Pour la patrie et la liberté (TB) mais échoue à se faire élire à la Diète. Il est tout de même nommé ministre de la Justice le 21 décembre 1995, dans la coalition du libéral Andris Šķēle. Il est reconduit avec la nomination du nationaliste Guntars Krasts en août 1997.
Il se fait élire député en octobre 1998 et quitte le gouvernement en novembre suivant, tout en devenant vice-président du groupe parlementaire Pour la patrie et la liberté/LNNK (TB/LNNK) jusqu'en 2000. Deux ans plus tard, il échoue à conserver son mandat, mais revient à la Diète avec l'élection de Roberts Zīle au Parlement européen. Il est à nouveau élu au Parlement en novembre 2006.
Aux élections d'octobre 2010, il est candidat pour la coalition de l'Alliance nationale, qui se transforme ensuite en parti politique. Il est réélu lors du scrutin anticipé de septembre 2011 puis aux élections d'octobre 2014.
Il retrouve un siège ministériel le 5 novembre suivant, en devenant ministre de la Justice dans le second gouvernement de coalition de centre-droit de la Première ministre conservatrice Laimdota Straujuma.